# Femnasi
Femnasi is een bestuurslaag in het regentschap Timor Tengah Utara van de provincie Oost-Nusa Tenggara, Indonesië. Femnasi telt 628 inwoners (volkstelling 2010).